# Thomas Smith (diplomatico)

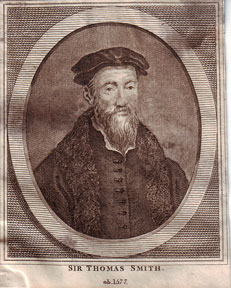
Sir Thomas Smith

Sir Thomas Smith (Saffron Walden, 23 dicembre 1513 – Surrey, 12 agosto 1577) è stato un diplomatico e politico inglese.

## Biografia
Smith frequentò il Queens College dell'Università di Cambridge, dove divenne Fellow nel 1530. Insegnò filosofia naturale e greco. Nel 1540 viaggio in Francia ed in Italia, e conseguendo la laurea in giurisprudenza a Padova. Fu considerato uno degli studiosi più importanti della Gran Bretagna del suo tempo ed un importante studioso greco insieme al suo amico John Cheke. Riformò la pronuncia del greco antico, che all'epoca incontrò una forte resistenza, ma che fu generalmente adottata in Inghilterra nel XIX secolo.
Nel 1542 ritornò a Cambridge e divenne professor edi Diritto Civile e nel 1543/44 fu Vice-Cancelliere dell'Università di Cambridge.
Dal 1547 al 1554 fu Prevosto dell'Eton College e nel 1545 Cancelliere del Vescovo di Ely. Divenne Segretario di Stato nel 1548 e fu inviato in missione ad Anversa.
Divenne membro del Parlamento (Marlborough). Quando la regina cattolica Maria I salì al trono nel 1552, perse le sue cariche e riprese la carriera solo con Elisabetta I, che salì al trono nel 1558. 
Nel 1553 divenne nuovamente membro del parlamento (Grampound, dal 1559 Liverpool e dal 1571/72 Essex) e dal 1562 al 1566 ambasciatore in Francia (dove era già stato in missione diplomatica nel 1550, nel 1567 e di nuovo come ambasciatore nel 1571/72).
Fu un confidente della regina, che lo nominò Lord custode del sigillo privato (1573-1576), cancelliere dell'Ordine della Giarrettiera nel 1572 e segretario di stato.
Negli anni '60 del Cinquecento scrisse un libro sulla forma di governo in Inghilterra, De Republica Anglorum, che fu pubblicato nel 1583. 
Nel 1568 pubblicò un libro sulla corretta pronuncia dell'inglese De recta & emendata lingvæ Anglicæ scriptione.

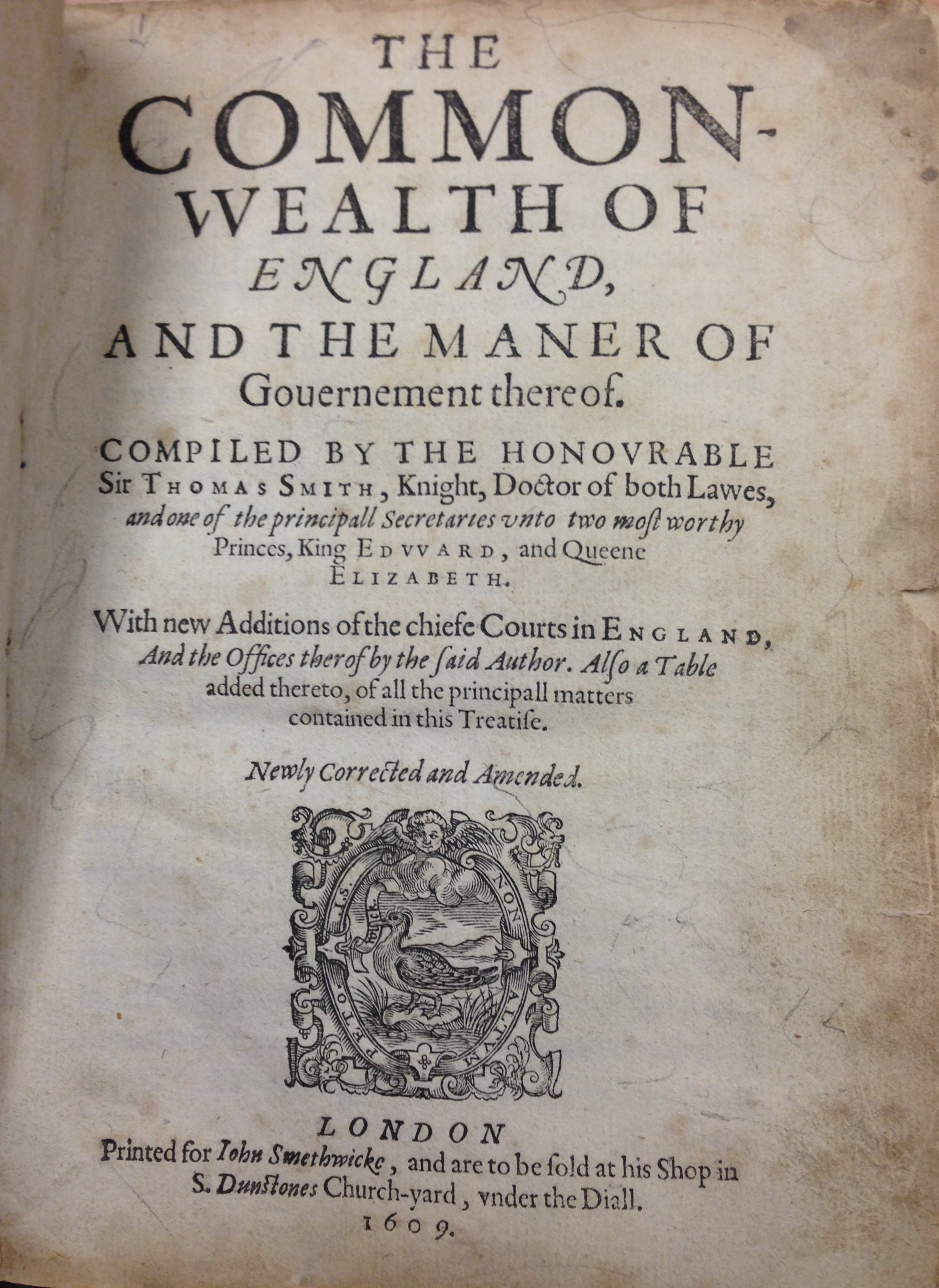
Frontespizio di The Common-vvealth of England, and the Maner of Gouernement thereof, 1609